# Douglas County (Kansas)
Douglas County je okres ve státě Kansas v USA. K roku 2010 zde žilo 110 826 obyvatel. Správním městem okresu je Lawrence. Celková rozloha okresu činí 1 229 km². Byl pojmenován podle politika Stephena A. Douglase.